# نادي العدالة موسم 2000–01
موسم 2000–01 هو الموسم السابع عشر في تاريخ نادي العدالة، وشارك فيه بدوري الدرجة الثالثة السعودي، حصل فيه على لقب الدوري للمرة الأولى وتأهل لأول مرة في تاريخه إلى مصاف أندية الدرجة الثانية السعودي لُعِب الدوري على 3 مراحل تصدر خلالها جميعاً، حيث تصدر مجموعة منطقة الاحساء في الدور الأول ثم تصدر مجموعته في الدور الثاني ليتأهل إلى الدور الثالث ويتصدر مجموعته أيضاً لينال بطولة دوري الدرجة الثالثة ويصعد إلى الدرجة الثانية، حيث انتصر في 3 مباريات وتعادل في 3 مباريات وخسر في مباراتين.

## مسيرة النادي موسم 2000–01
لَعب النادي في الدور الأول في تجمع منطقة الاحساء وتصدر تصفيات المنطقة ليتأهل إلى الدور الثاني حيث تضعه القرعة في المجموعة الأولى، وهي مجموعات تجمع من مرحلة واحدة تُلْعب على ملعب محايد، ينتصر نادي العدالة في مباراته الأولى في الدور الثاني على نادي التهامي ومن ثم ينتصر في مباراته الثانية على نادي المجد وفي مباراته الأخيرة يخسر مباراته مع نادي الأخدود ويتأهل مع نادي الأخدود للدور النهائي الذي يتكون من مجموعة واحدة لُعِبت أيضاً على شكل تجمع من مرحلة واحدة على ملعب محايد، يتعادل نادي العدالة في المباراة الأولى مع نادي الفيصلي في الجولة الأولى ومن ثم ينتصر في الجولة الثانية على النادي العربي لتكون مباراته الأخيرة هي المباراة الحاسمة ليتعادل مع نادي الأخدود ويتصدر مجموعته بفارق الأهداف عن نادي الفيصلي ويتأهلا سوياً إلى الدرجة الثانية ويحصد لقب الدوري للمرة الأولى في تاريخه.

## ترتيبالمجموعة الأولىمن الدور الثاني في الدرجة الثالثة السعودي 2000-01
جدول الترتيب:
| المركز | الفريق  | لعب | فاز | تعادل | خسر | له | عليه | فارق الأهداف | نقاط | تأهل أو هبط                           |
| ------ | ------- | --- | --- | ----- | --- | -- | ---- | ------------ | ---- | ------------------------------------- |
| 1      | العدالة | 3   | 2   | 0     | 1   | 7  | 2    | 5            | 6    | تأهل إلى الدور النهائي للدرجة الثالثة |
| 2      | الأخدود | 2   | 2   | 0     | 0   | 4  | 1    | 3            | 6    | تأهل إلى الدور النهائي للدرجة الثالثة |
| 3      | التهامي | 2   | 1   | 0     | 1   | 2  | 4    | -2           | 3    |                                       |
| 4      | المجد   | 3   | 0   | 0     | 3   | 0  | 6    | -6           | 0    |                                       |

## ترتيب الدور النهائي في الدرجة الثالثة السعودي 2000-01
جدول الترتيب:
| المركز | الفريق  | لعب | فاز | تعادل | خسر | له | عليه | فارق الأهداف | نقاط | تأهل أو هبط                          |
| ------ | ------- | --- | --- | ----- | --- | -- | ---- | ------------ | ---- | ------------------------------------ |
| 1      | العدالة | 3   | 1   | 2     | 0   | 2  | 1    | 1            | 5    | ترقى إلى دوري الدرجة الثانية السعودي |
| 2      | الفيصلي | 3   | 1   | 2     | 0   | 1  | 0    | 1            | 5    | ترقى إلى دوري الدرجة الثانية السعودي |
| 3      | الأخدود | 3   | 0   | 3     | 0   | 1  | 1    | 0            | 3    |                                      |
| 4      | العربي  | 3   | 0   | 1     | 2   | 0  | 2    | -2           | 1    |                                      |

## قائمة المباريات
هذه قائمةٌ بمباريات نادي العدالة في موسمهِ الكرويّ 2000–01 في دوري الدرجة الثالثة السعودي:
| 1 أبريل 2001 الدور الثاني | العدالة | 4 – 0 | التهامي |  |

| 3 أبريل 2001 الدور الثاني | العدالة | 2 – 0 | المجد |  |

| 5 أبريل 2001 الدور الثاني | العدالة | 1 – 2 | الأخدود |  |

| 8 أبريل 2001 الدور النهائي | الفيصلي | 0 – 0 | العدالة |  |

| 10 أبريل 2001 الدور النهائي | العدالة | 1 – 0 | العربي |  |

| 12 أبريل 2001 الدور النهائي | الأخدود | 1 – 1 | العدالة |  |